# Michael Morpurgo
Michael Morpurgo, född 1943 i St Albans i Hertfordshire, är en brittisk barn- och ungdomsboksförfattare, som har givit ut mer än 100 böcker.

## Utgåvor på svenska
- 1985 - Joey ISBN 91-7706-110-1 och ISBN 91-7706-158-6
- 1986 - Amerikaresan ISBN 91-7706-119-5 och ISBN 91-7706-165-9
- 1986 - Rymmarna ISBN 91-7706-121-7 och ISBN 91-7706-167-5
- 1989 - Snömännens dal ISBN 91-7706-564-6
- 1991 - Då valarna kom ISBN 91-7712-276-3
- 1993 - Amerikaresan (andra utgåvan) ISBN 91-7707-524-2
- 1994 - På rymmen med Ocky ISBN 91-7712-375-1
- 1995 - Då valarna kom (ny utgåva) ISBN 91-7448-863-5
- 2001 - Kensukes rike ISBN 91-7711-609-7
- 2003 - Det sovande svärdet ISBN 91-7715-026-0
- 2003 - Coolt! ISBN 91-7715-093-7
- 2004 - Kuckeliku, herr Sultan! ISBN 91-7715-745-1
- 2005 - Kensukes rike (ny utgåva) ISBN 91-7130-230-1